# ペスカーラ・デル・トロント
ペスカーラ・デル・トロント（イタリア語: Pescara del Tronto）は、イタリア共和国マルケ州アスコリ・ピチェーノ県アルクアータ・デル・トロントにある分離集落（フラツィオーネ）。
現在人口は122人。標高743メートルに位置し、アスコリ・ピチェーノから36キロメートル離れている。

## 概要
外国人の定住者はいない。また、銀行や薬局や美容院はない。

## 地理
ペスカーラ・デル・トロントはトロント川の上流に位置する。

## 歴史
この村に最初に住んだ人々は、略奪を避けるために、トロント川を含む水路を上って山に沈んだ沿岸地域からの小さなコミュニティの移転によるものである。より高い安全性が保証される場所を選択して、人々が都会から移り住んだ。
古代ローマ人がラツィオ州リエーティとアスコリ・ピチェーノを結んで建設したサラリア街道の通過に伴い、この地は重要性を増し、塩の輸送の重要な拠点となった。

### 2016年の地震
2016年8月に発生したイタリア中部地震では大きな被害を受け、壊滅的な被害が出た。

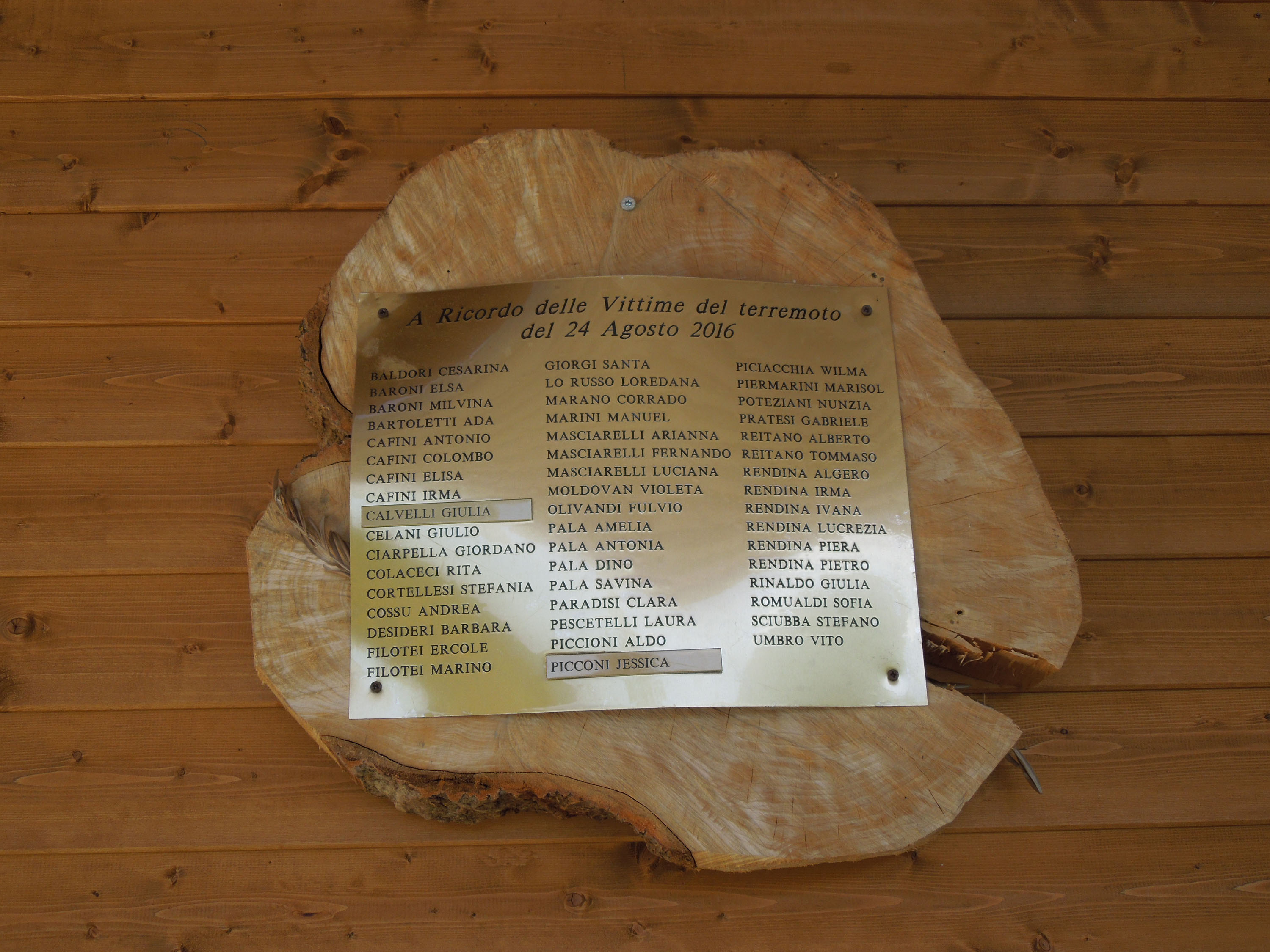
地震の犠牲者のための記念碑